# Бродилово
Броди́лово (болг. Бродилово) — село в Бургаській області Болгарії. Входить до складу громади Царево.

## Населення
За даними перепису населення 2011 року у селі проживали 264 особи, з них 261 особа (99,6%) — болгари.
Розподіл населення за віком у 2011 році:
Динаміка населення: